# John C. Joseph
John C. Joseph (* um 1950) ist ein US-amerikanischer Filmproduzent und Filmregisseur, der 1978 mit einem Oscar ausgezeichnet wurde.

## Biografie
Joseph besuchte die University of California in Los Angeles und machte dort seinen Bachelor of Arts. Sein Schwerpunkt liegt bei Film-/Kino- und Videoproduktionen. Erfahrung hat er auch in der Rundfunk- und plattformübergreifenden digitalen Medienbranche.
Gleich mit seinem ersten Film, dem Kurzfilm Gravity Is My Enemy (1977) machte Joseph auf sich aufmerksam, da er für und mit diesem Film mit einem Oscar ausgezeichnet wurde. Der Film porträtiert den Kunststudenten Mark Hicks, der seit einem Unfall in seiner Kindheit gelähmt ist und malt und zeichnet, indem er die entsprechenden Werkzeuge mit seinen Zähnen festhält und führt. Gemeinsam mit Jan Stussy, dem Kunstlehrer von Hicks, produzierte Joseph den Film, für den beide Männer einen Oscar in der Kategorie „Bester Dokumentar-Kurzfilm“ erhielten.
Mehr als zehn Jahre später wirkte Joseph an 13 Folgen der True-Crime-Serie Unsolved Mysteries (1988 bis 2010) mit, die sich in erster Linie mit mysteriösen, ungeklärten und spektakulären Kriminalfällen beschäftigt. Für die Fernsehserie Got Home Alive (2011/2012) produzierte Joseph fünf Folgen und führte auch Regie. In der Serie erzählen Reisende davon, wie sich in ihrem Urlaub Katastrophen ereigneten, die lebensgefährlich waren und wie sie versuchten, das Unheil abzuwenden. Filmische Nachstellungen ihrer Geschichten erwecken diese für die Zuschauer zum Leben. In den Jahren 2018/2019 war Joseph als Ausführender Produzent für elf Folgen der Fernsehserie SOS: How to Survive tätig. Die Filme setzen sich mit Menschen auseinander, die in der Wildnis in Situationen geraten sind, in denen sie sich beweisen müssen, um zu überleben. Ein Survival-Experte gibt Tipps zu Überlebenstechniken.

## Filmografie (Auswahl)
- 1977: Gravity Is My Enemy (Kurzfilm; Filmschnitt/Montage, Regie, Produzent)
- 1988–2010: Unsolved Mysteries (Fernsehserie, 13 Folgen; Abschnitts-Regie, Co-Regie)
- 1992: Final Appeal: From the Files of Unsolved Mysteries (Fernsehserie, Folge S1/E1.1; Regie)
- 1995: Compromising Situations (Fernsehserie, Folge S2/E6 The Elevator; Regie)
- 1987: The Other Bridge (Fernsehfilm; Filmschnitt/Montage)
- 2003: Secret Lives (Fernsehserie; Regie)
- 2003: What Should You Do (Fernsehserie, Folge S1/E2 New York Bar Hostage Situation; Regie)
- 2004/2005: Proof Positive: Evidence of the Paranormal (Fernsehserie; Regie)
- 2006: Anything to Win (Fernsehserie; Folgen S1/E9 The Breeders’ Cup Pick Six Scam; Regie)
- 2011/2012: Got Home Alive (Fernsehserie, Folge Buried in Hati Earthquake on Mt. San Jacinto + 1/1–4; Regie, Produzent)
- 2015: Dead of Winter: The Donner Party (Fernsehfilm; Ausführender Produzent)
- 2016/2017: That’s Amazing (Fernsehserie, 8 Folgen; Ausführender Produzent)
- 2016–2020: Weather Gone Viral (Fernsehserie, 35 Folgen; Ausführender und betreuender Produzent)
- 2017: Winter Warfare (Fernsehfilm; Ausführender Produzent)
- 2017: Into the Shark Zone (Fernsehspecial; Ausführender Produzent)
- 2017: Weather Top Tens (Fernsehserie, 7 Folgen; Ausführender Produzent)
- 2018/2019: SOS: How to Survive (Fernsehserie, 11 Folgen; Ausführender Produzent)

## Auszeichnungen
- Academy Awards 1978: Ausgezeichnet mit dem Oscar für und mit Gravity Is My Enemy – gemeinsam mit Jan Stussy